# Makov (Čadca)
Makov es un municipio del distrito de Čadca en la región de Žilina, Eslovaquia, con una población estimada a final del año 2024 de 1662 habitantes.
Se encuentra ubicado al noroeste de la región, cerca del curso alto del río Váh (cuenca hidrográfica del Danubio) y de la frontera con la República Checa y Polonia.

## Demografía
| Año        | 1994 | 2004    | 2014    | 2024    |
| ---------- | ---- | ------- | ------- | ------- |
| Población  | 1974 | 1905    | 1769    | 1662    |
| Diferencia |      | −3,49 % | −7,13 % | −6,04 % |

| Año        | 2023 | 2024    |
| ---------- | ---- | ------- |
| Población  | 1678 | 1662    |
| Diferencia |      | −0,95 % |